# Paula da Cunha Corrêa
Paula da Cunha Corrêa là Phó Giáo sư Ngôn ngữ và Văn học Hy Lạp tại Đại học São Paulo, Brazil. Cô được biết đến với công việc của mình về Archilochus và thơ trữ tình Hy Lạp.

## Nghề nghiệp
da Cunha Corrêa tốt nghiệp ngành văn học tại Đại học São Paulo năm 1985. Năm 1986-87, cô học thạc sĩ tại Royal Holloway và Bedford New College, Đại học London, viết luận án về ' Harmonioi và Nomoi' dưới sự giám sát của Martin West. Cô bắt đầu học DPhil tại Đại học São Paulo với học bổng của Hội đồng Phát triển Khoa học và Công nghệ Quốc gia, và vào năm 1993-94 là một sinh viên thỉnh giảng tại Đại học Hartford, Oxford. Luận án tiến sĩ của cô, được hoàn thành vào năm 1995 với sự hướng dẫn của Maria Sylvia de Carvalho Franco, có tựa đề là ' Armas e Varões na lírica de Arquíloco de Paros' (Vũ khí và đàn ông trong thơ trữ tình của Archilochus of Paros).
Từ năm 1988, da Cunha Corrêa là Phó giáo sư tại Khoa Triết học, Văn học và Khoa học Con người (FFLCH) tại Đại học São Paulo. Năm 1999, cô là một học giả thỉnh giảng tại Đại học Brown. Năm 2000-2001, cô có học bổng tại Christ Church College, Đại học Oxford, được hỗ trợ bởi Quỹ nghiên cứu São Paulo. Trong thời gian này, cô cũng là thành viên nghiên cứu danh dự tại Đại học Exeter. Cô là một giáo sư thỉnh giảng tại Đại học Georgetown năm 2016-17. Cô đã được phỏng vấn trên truyền hình Brazil về việc dạy tiếng Latin và tiếng Hy Lạp.
Cô hiện đang làm việc cho một bản dịch và bình luận của Danh mục Phụ nữ. Cô cũng đã tham gia vào các dự án liên quan đến việc dạy tiếng Latin và tiếng Hy Lạp cho học sinh, và là điều phối viên của dự án tiếp cận ' Projeto Minimus: Grego e Latim no Ensino Fundamental'.